# Roslyn Harbor
Roslyn Harbor es una villa ubicada en el condado de Nassau en el estado estadounidense de Nueva York. En el año 2000 tenía una población de 1.023 habitantes y una densidad poblacional de 331,6 personas por km². Roslyn Harbor se encuentra dentro de los pueblos de North Hempstead y Oyster Bay.

## Geografía
Roslyn Harbor se encuentra ubicada en las coordenadas 40°49′5″N 73°38′2″O / 40.81806, -73.63389. Según la Oficina del Censo, la ciudad tiene un área total de 3,1 km² (1,2 mi²), de la cual 3,1 km² (1,2 mi²) es tierra y 0 km² (0 mi²) (0%) es agua.

## Demografía
Según la Oficina del Censo en 2000 los ingresos medios por hogar en la localidad eran de $128,295, y los ingresos medios por familia eran $150,000. Los hombres tenían unos ingresos medios de $100,000 frente a los $41,071 para las mujeres. La renta per cápita para la localidad era de $69,778. Alrededor del 2.5% de la población estaban por debajo del umbral de pobreza.